# Pico Perdiguero
De Pico Perdiguero (Frans: Pic de Perdiguère) is een 3222 meter hoge berg in de centrale Pyreneeën op de grens van de Spaanse regio Aragon en de Franse regio Occitanie. De berg vormt de hoogste bergtop van het departement Haute-Garonne en ligt op de hoofdkam van de Pyreneeën. De bergtop bevindt zich tussen het hoogste (Aneto) en op één na hoogste (Posets) massief van de Pyreneeën, maar dan wat noordelijker. De twee hoogste toppen van de Pyreneeën liggen allebei aan de Spaanse zijde van de hoofdkam van de Pyreneeën, terwijl de Pico Perdiguero op de hoofdkam ligt. De zuidkant van de berg ligt in het stroomgebied van de Esera, een zijrivier van de Cinca (Ebro-bekken); de noordzijde stroomt af naar de Pique, een zijrivier van de Garonne. Aldus ligt de berg eveneens op de Europese waterscheiding tussen Atlantische Oceaan (via de Garonne) en de Middellandse Zee (via de Ebro).
Op de Vignemale en de Pic du Marboré na, is de Pic de Perdiguère het hoogste punt van de Pyreneeën dat deels in Frankrijk ligt. De Pico Perdiguero vormt eveneens het op twee na hoogste punt van de hoofdkam van de Pyreneeën, die grotendeels de staatsgrens tussen Spanje en Frankrijk volgt.

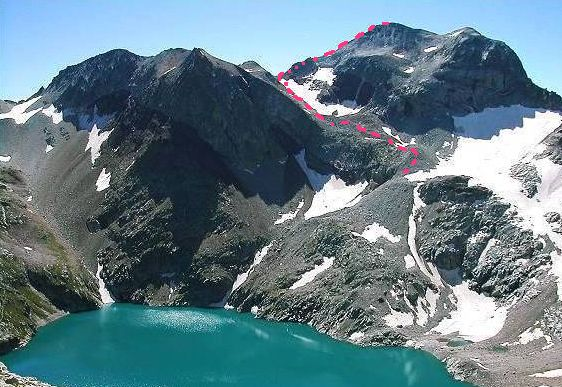
Pic de Perdiguère, lac du Portillon en de route naar de top